# Ночное набухание клитора
Ночное набухание клитора (клиторальная эрекция) — прилив крови к клитору во время сна. Иногда сопровождается эротическими сновидениями.
Некоторые ученые утверждают, что клиторальная эрекция (как и ночное набухание пениса) — результат быстрого движения глаз во сне: в варолиевом мосту, посредством нейромедиатора голубого пятна, начинается выброс норадреналина (норэпинефрин) и выделяются норадренергические клетки, которые ответственны за торможение тонуса половых органов, и, в зависимости от уровня тестостерона, появляются возбуждающие тонусы, которые и вызывают эрекцию.